# Money in the Bank 2024
Money in the Bank (2024) was de 15e professioneel worstel-pay-per-view (PPV) en WWE Network evenement van Money in the Bank dat georganiseerd word door WWE voor hun Raw en SmackDown brands. Het evenement vond plaats op 6 juli 2024 in de Scotiabank Arena in Toronto, Canada. Tijdens dit evenement kondigde de 16voudig kampioen John Cena aan dat hij in 2025 zal stoppen als een in-ring performer.

## Productie

### Verhaallijnen
De wedstrijd kaart bevat overeenkomsten die het resultaat zijn van gescripte verhaallijnen. De resultaten worden vooraf bepaald door de schrijvers van WWE op de merken Raw en SmackDown, terwijl verhaallijnen worden geproduceerd in de wekelijkse televisieprogramma's van WWE, Monday Night Raw en Friday Night SmackDown.

## Matches
| Nr. | Wedstrijd | Winnaar(s)                                                            | Opmerkingen | Bron  |
| --- | --- | --------------------------------------------------------------------- | --- | ----- |
| 1   | Jey Uso vs. Carmelo Hayes vs. Andrade vs. Chad Gable vs. LA Knight vs. Drew McIntyre                              | Drew McIntyre                                                         | Money in the Bank ladder match voor een wereldkampioenschapswedstrijd contract. | [ 1 ] |
| 2   | Iyo Sky vs. Chelsea Green vs. Lyra Valkyria vs. Tiffany Stratton vs. Naomi vs. Zoey Stark                         | Tiffany Stratton                                                      | Money in the Bank ladder match voor een vrouwen wereldkampioenschapswedstrijd contract. | [ 2 ] |
| 3   | Damian Priest (c) vs. Seth "Freakin" Rollins & Drew McIntyre                                                      | Damian Priest (c)                                                     | Triple Thread wedstrijd voor het World Heavyweight Championship Dit was McIntyre's Money in the Bank cash-in wedstrijd. Aangezien Rollins verloor, mocht hij nooit meer een uitdaging voor de titel aangaan zolang Priest de kampioen was. Als Priest had verloren, zou hij The Judgment Day moeten verlaten. | [ 3 ] |
| 4   | Sami Zayn (c) vs. Bron Breakker                                                                                   | Sami Zayn                                                             | Een tegen een wedstrijd om het WWE Intercontinental Championship | [ 4 ] |
| 5   | Cody Rhodes, Randy Orton, & Kevin Owens vs. The Bloodline (Solo Sikoa, Tama Tonga, en Jacob Fatu) (met Tonga Loa) | The Bloodline (Solo Sikoa, Tama Tonga, en Jacob Fatu) (met Tonga Loa) | 3 tegen 3 wedstrijd | [ 5 ] |